# Azyl (film 2017)
Azyl (ang. The Zookeeper’s Wife) – amerykański film z 2017 roku wyreżyserowany przez Niki Caro. Film opiera się na historii Jana i Antoniny Żabińskich, którzy pomagali Żydom w czasie II wojny światowej, ukrywając ich w warszawskim ogrodzie zoologicznym.

## Fabuła
Po wybuchu wojny najcenniejsze zwierzęta z warszawskiego zoo zostają wywiezione do Niemiec. Aby ratować placówkę, Żabińscy przekształcają ją w świńską farmę na potrzeby Wehrmachtu, współpracują też z Lutzem Heckiem – niemieckim zoologiem, nazistą – przy jego próbach odtworzenia tura. Działania te są przykrywką dla innej działalności. Mimo ryzyka wykrycia przez Niemców Żabińscy w podziemiach zabudowań zoo organizują punkt przerzutu dla wyciągniętych z warszawskiego getta Żydów.

## Obsada
- Jessica Chastain – Antonina Żabińska
- Johan Heldenbergh – Jan Żabiński
- Daniel Brühl – Lutz Heck
- Michael McElhatton – Jerzyk
- Iddo Goldberg – Maurycy Fraenkel
- Szira Has – Urszula
- Efrat Dor – Magdalena Gross
- Val Maloku – Ryszard Żabiński
- Tim Radford – młody Ryszard Żabiński
- Goran Kostić – Kinszerbaum
- Arnošt Goldflam – Janusz Korczak
- Martin Hofmann – Szymon Tenenbaum
- Alena Mihulová – Maria Aszerówna
- Magdalena Lamparska – Wanda Englert